# Thomas Herier
Thomas Herier o Erier o Erriers o Erars (fl. 1240-1270) è stato un troviero piccardo associato alla "scuola di Arras".
Herier non viene menzionato nei documenti dell'epoca e tutto ciò che si conosce di lui è derivato dalle sue opere. Compose un jeu parti con Gillebert de Berneville e possibilmente un altro con Guillaume le Vinier. Dedicò una poesia a "Jakemon di Cyson" (Jacques de Cysoing) e un'altra a un Trésorier, probabilmente il Trésorier de Lille o il Trésorier d'Aire. Il suo collegamento ad Arras viene stabilito in base ai suoi riferimenti a delle persone del luogo: un certo banchiere, Audefroi Louchart e lo sceriffo, Mikiel le Waisdier. Menziona anche nelle sue poesie Jeanne, contessa di Ponthieu e il Sire du Roeulx (Rués).
Secondo Theodore Karp, "la poesia di Herier mostra una certa eleganza, ma è banale e priva di immaginazione". Le sue composizioni sono in settenari tranne Mais n'os chanter (decasillabica) e di solito isometriche. Tutte le sue melodie sono nella forma bar escluso il descort, Un descort vaurai retraire. Nessuna di esse ci è pervenuta con la notazione mensurale. Karp considera Bien me sui aperceus e Ja ne lairai mon usage eccessivamente elaborate rispetto alle altre.

## Opere pervenuteci con melodie
- Ainc mais nul jour ne chantai
- Bien me sui aperceus
- Deus, com est a grant doulour
- Helas, je me sui donés
- Ja ne lairai mon usage
- Mais n'os chanter de fueille ne de flours
- Nus ne set les maus d'amours
- Onc ne sorent mon pensé
- Quant la froidure est partie
- Quant voi le tens repairier
- Tant ai amé et proié
- Un descort vaurai retraire

## Fonti
- (EN)  (EN) Theodore Karp, Thomas Herier, su oxfordmusiconline.com. URL consultato il 14-09-2008. Oxford Music Online

| Controllo di autorità | VIAF (EN) 34721305 |